# Macrobiotus spertii
Macrobiotus spertii är en djurart som tillhör fylumet trögkrypare, och som beskrevs av Giuseppe Ramazzotti 1957. Macrobiotus spertii ingår i släktet Macrobiotus och familjen Macrobiotidae. Inga underarter finns listade i Catalogue of Life.